# Guldjægeren fra Yukon
Guldjægeren fra Yukon er en amerikansk stumfilm fra 1918 af Richard Stanton.

## Medvirkende
- William Farnum - Bill Stratton
- Violet Palmer - Evelyn Durant
- Alphonse Ethier - Jack Belmont
- Jessie Arnold - Estelle Darrow
- David Higgins - Matthew Durant